# James Altucher
James Altucher (n. 23 ianuarie 1968) este un antreprenor și autor american. A înființat mai mult de 20 de companii, precum Reset Inc. și StockPickr și spune că a dat greș cu 17 dintre ele. A publicat 11 cărți și colaborează frecvent cu publicații ca The Financial Times, TheStreet.com, TechCrunch, Seeking Alpha, Thought Catalog și The Huffington Post. USA Today a numit cartea sa, „Alege-te pe tine însuți”(Choose Yourself), publicată și în limba română, una dintre cele mai bune 12 cărți de faceri din toate timpurile.

## Viața și cariera
James Altucher a absolvit la Universitatea Cornell cu o diplomă în informatică, în 1989. Mai târziu și-a dat doctoratul în informatică la Universitatea Carnegie Mellon. Primul său job a fost în departamentul IT al HBO. Cariera sa antreprenorială a început în 1996 când a fondat Reset Inc., o firmă de web-design. În același timp continua să lucreze pentru HBO. Printre clienții săi s-au numărat Wu Tang Clan, American Express, Con Edison, Time Warner și BMG.
În 1998, Altucher a plecat de la HBO, a vândut Reset Inc. pentru aproximativ 10 milioane de dolari și obișnuia să finanțeze noi investiții online. El declară că după vânzarea Reset Inc. și plecarea de la HBO, avea 15 milioane de dolari, pe care i-a pierdut în doi ani. Acest lucru l-a făcut să își regândească atitudinea față de afaceri și de viață. În acest timp, Jim Cramer de la TheStreet.com l-a angajat.
În 2006 a fondat rețeaua de socializare financiară StockPickr.
James Altucher a scris și publicat 17 cărți. Materialele sale au apărut în publicații precum Financial Times, Wall Street Journal, TheStreet.com, Forbes, Yahoo Finance, TechCrunch, ThoughtCatalog și Fidelity.com. Și-a făcut apariția în programele tv ale CNBC, Fox News Channel, Fox Business Network, Bloomberg, dar și la CNN Radio.
Despre cartea „Alege-te pe tine însuți”, James Altucher spune: „Lumea se schimbă. Piețele au căzut. Job-urile dispar. Tot ceea ce gândeam despre siguranță, toate lucrurile despre care credeam că sunt sigure, ei bine, nu mai sunt: colegiul, locul de muncă, pensionarea, guvernul. Toate se prăbușesc. În orice parte a societății, pătura de mijloc este scoasă din joc. Nimeni nu va veni să te angajaze, să investească în compania ta, să te aleagă. Depinde numai de tine cum faci cele mai importante decizii din viața ta: Alege-te pe tine însuți.”

## Cărți publicate
- Trade Like a Hedge Fund;
- Trade like Warren Buffett;
- SuperCash;
- The Forever Portfolio: How to Pick Stocks That You Can Hold for the Long Run;
- The Wall Street Journal Guide to Investing in the Apocalypse: Make Money by Seeing Opportunity Where Others See Peril;
- I Was Blind But Now I See;
- How To Be The Luckiest Person Alive!;
- Choose Yourself;
- The Power of No

În limba română sunt publicate următoarele titluri: „Alege-te pe tine însuți”(Choose Yourself), „Alege-te pe tine însuți. Poveștile”, „Puterea lui Nu”(The Power of No).

## Legături externe
- Website oficial James Altucher